# キングスマン:ファースト・エージェント
『キングスマン:ファースト・エージェント』（原題: The King's Man）は、2021年公開のイギリス・アメリカ合衆国のアクションスパイ映画。監督はマシュー・ヴォーン、脚本はヴォーンとカール・ガイダシェクが務め、レイフ・ファインズ、ジェマ・アータートン、リス・エヴァンス、ハリス・ディキンソン、ジャイモン・フンスーらが出演する。マーク・ミラーとデイヴ・ギボンズのコミック『ザ・シークレット・サービス』を原作とする映画「キングスマン」シリーズの3作目。『キングスマン』（2014年）、『キングスマン:ゴールデン・サークル』（2017年）の前日譚で、第一次世界大戦をベースに実際に起こった史実に準えながら英国ロンドン・サヴィル・ロウの高級テーラーに本部を置く独立スパイ機関「キングスマン」の誕生の秘話を描く。またラスプーチンをはじめマタ・ハリやハヌッセン等実在した歴史上の人物たちが悪の結社としてクロスオーバーするところも本作の特徴である。

## ストーリー
本作の主役となる英国の名門貴族、オーランド・オックスフォード公（レイフ・ファインズ）は英国軍人であったが、英国という国家の国外における欺瞞と戦場の殺戮に嫌気が差し、軍隊を退役後、世界の戦地に救援物資を届ける赤十字の活動を行っていた。
時は20世紀初頭、1902年の南アフリカにさかのぼる。英国は南アフリカの領有権を巡り、ボーア人（アフリカーナー）との激しい戦い・第二次ボーア戦争を繰り広げていた。オックスフォード公は妻のエミリー（アレクサンドラ・マリア・ララ）、息子のコンラッド（幼年期：アレクサンダー・ショウ）、執事のショーラ（ジャイモン・フンスー）とともに赤十字活動で英国軍の基地を訪問。オックスフォード公は盟友の指揮官・キッチナー（チャールズ・ダンス）と、彼の右腕となる副官のモートン（マシュー・グード）と基地内で面会するが、ボーア人兵士が放ったライフルの凶弾により、エミリーは命を落としてしまう。
時は流れ、1914年。「羊飼い」を名乗る謎の男が、世界に混乱を巻き起こすべく、とある断崖絶壁の小屋で秘密会議を開いていた。そこにいるのはロシアの怪僧、ラスプーチン（リス・エヴァンス）、女スパイ、マタ・ハリ（ヴァレリー・パフナー）、セルビアのテロリスト、ガヴリロ・プリンツィプ（ジョエル・バスマン）、ロシアの革命家、レーニン（アウグスト・ディール）、ドイツのニセ預言者、エリック・ヤン・ハヌッセン（ダニエル・ブリュール）など、後に世界を揺り動かすことになるキーパーソンたちで構成される「闇の狂団」であった。「羊飼い」は彼らに「闇の狂団」のメンバー証である動物の絵柄入りの指輪を渡す。指輪の中には、自決用の青酸カリが封入されていた。「羊飼い」の目的は、いとこ同士となるイギリス国王のジョージ5世、ドイツ皇帝のヴィルヘルム2世、ロシア皇帝のニコライ2世（トム・ホランダーの1人3役）を反目させ、世界に破滅的な戦争を起こすことであった。
オックスフォード公はキッチナーの依頼を受け、成人したコンラッド（ハリス・ディキンソン）とともにオーストリア＝ハンガリー帝国の皇位継承者であるフランツ・フェルディナンド大公（ロン・クック）を護衛する。しかし、オックスフォード公の努力も虚しく、大公はプリンツィプに射殺されてしまう。
そこで、オックスフォード公は女執事のポリー・ワトキンズ（ジェマ・アータートン）に命じて、国家権力に頼らない諜報網の構築を開始した。独自の諜報網から得られた情報により、ロシアのラスプーチンが世界大戦の元凶になることを察知したオックスフォード公、コンラッド、ポリー、ショーラの4名はロシアの宮殿に潜入。激しい戦闘の末、ラスプーチンは絶命する。同時期に、キッチナーが乗船していた装甲巡洋艦ハンプシャーが魚雷を発射され、沈没するなどの不穏な事件が次々と発生する。
コンラッドは英国への愛国心から第一次世界大戦への従軍を強く希望するが、国家の欺瞞を知っている父親のオックスフォード公は乗り気ではなかった。結局、コンラッドは父親の反対を振り切り英国軍に入隊、ドイツ軍との戦闘の最前線に従軍する。コンラッドは英国軍の上官から帰還を命じられるが、下士官のアーチー・リード（アーロン・テイラー＝ジョンソン）と入れ替わり、最前線への従軍を続ける。現場で勇敢な活躍を見せるコンラッドだったが、アーチーと入れ替わったことが仇となり、別の英国軍上官からドイツ軍のスパイと誤認され、射殺されてしまう。
妻エミリーに続き、息子のコンラッドにも先立たれてしまったオックスフォード公は悲嘆に暮れ、酒に溺れる日々を送っていた。しかし、「闇の狂団」が動き続けていることに気づいたオックスフォード公は立ち直るとともに、執事のポリーに命じて世界中の諜報ネットワークを駆使してドイツ軍の暗号を読み解く。オックスフォード公はアメリカにドイツの陰謀を伝えるが、アメリカのウィルソン大統領は「闇の狂団」メンバーのマタ・ハリのハニートラップにより淫行フィルムを盗撮されたことで弱みを握られ、動きが取れなくなっていた。オックスフォード公は盗撮フィルムを取り返すべく、ポリー、ショーラとともに3人で断崖絶壁にある「闇の狂団」の本部に乗り込む。しかし、黒幕の「羊飼い」は驚くほど意外な人物であった。
凶悪な「羊飼い」との死闘を終えたオックスフォード公は、英国国王ジョージ5世との協力の下、ポリー、ショーラ、アーチーらとともに、ロンドン・サヴィル・ロウ11番地にある高級テーラーに、国家権力から独立した諜報機関を新たに設立する。それが「Kingsman」であった。
しかし、恐ろしいことに「羊飼い」亡き後も「闇の狂団」は死に絶えてはいなかった。「闇の狂団」メンバーの生き残りである偽預言者ハヌッセンは、世界の混乱を継続すべく、左のレーニンに対抗する「右」の存在として、ある若者を新規メンバーとして連れてくる。キングスマンの闘いは終わらない…。

## キャスト

### 主要人物
オーランド・オックスフォード公 / アーサー
演 - レイフ・ファインズ、日本語吹替 - 小澤征悦
イギリスの名門貴族オックスフォード家の公爵。
しかし過去の先祖を遡れば略奪と蛮行によって富と名声を得てきた事を恥じており、社会をよくすることを願っている。
過去に軍隊にいたときに敵兵を殺害したことに責任を感じ平和主義を貫こうとするが、時代の流れで幾度も戦乱に巻き込まれる。
息子の身を何より案じ、入隊志願に反対する。
コンラッド・オックスフォード
演 - ハリス・ディキンソン、アレクサンダー・ショウ(子供時代)、日本語吹替 - 梶裕貴、加賀谷光輝(子供時代)
オーランドの一人息子。幼い頃に目の前で母親を敵兵に殺された事で、兵隊になる事に強い使命感を抱く。
ポリー・ワトキンズ / ガラハッド
演 - ジェマ・アータートン、日本語吹替 - 園崎未恵
オックスフォード家に使える若いメイド。
その裏では使用人のコミュニティから諜報活動を行う凄腕のスパイ。
狙撃の名手で「男の方はなんでこうも手が焼けるのでしょう？」と肉弾戦に決着を付ける。
ショーラ / マーリン
演 - ジャイモン・フンスー、日本語吹替 - 乃村健次
オックスフォード家に使える黒人の執事。
その裏では使用人のコミュニティから諜報活動を行う凄腕のスパイ。
剣術が得意でコンラッドに剣術を教えたのも彼。ポリーと絶妙なコンビネーションで敵を倒す。
エミリー・オックスフォード
演 - アレクサンドラ・マリア・ララ、日本語吹替 - 安藤麻吹
オーランドの妻でコンラッドの母。戦地に赴き兵士の実を案じる中、敵に銃撃されて悲惨な死を迎える。
死の直前コンラッドを守るようにオーランドに託す。

### 政府、要人
ジョージ5世 / パージヴァル
演 - トム・ホランダー、日本語吹替 - 上田燿司
イギリス国王。戦争を恐れており、従兄弟のヴィルヘルムやニコライと和平を結ぼうとしながら戦争へと突入することを危惧する。
ヴィルヘルム2世
演 - トム・ホランダー、日本語吹替 - 上田燿司
ドイツ皇帝。昔から好戦的で、サラエボ事件をきっかけにハヌッセンに消しかけられてイギリスとの戦争に乗り出す。
ニコライ2世
演 - トム・ホランダー、日本語吹替 - 上田燿司
ロシア皇帝。ロシア国内の情勢が不安定な中、サラエボ事件が起きたことでラスプーチンに操られ戦争に加勢しようとする。
モートン
演 - マシュー・グード、日本語吹替 - 中村章吾
イギリス陸軍大将でキッチナーの側近。
ハーバート・キッチナー
演 - チャールズ・ダンス、日本語吹替 - 仲野裕
イギリス陸軍元帥。過去にオーランドに命を救われており、息子のコンラッドは絶対戦争で危険な場所には配属させないと約束する。
戦争回避のための外交の為に軍艦で移動中に何者かに船を爆撃されて死亡。
アーチー・リード / ランスロット
演 - アーロン・テイラー＝ジョンソン、日本語吹替 - 櫻井孝宏
イギリス軍人。激戦区に赴任しており、コンラッドと入れ替わる。
アメリカ合衆国大使 / ベディヴィア
演 - スタンリー・トゥッチ、日本語吹替 - 井上和彦
イギリスのアメリカ大使館の大使。
ウッドロウ・ウィルソン
演 - イアン・ケリー、日本語吹替 -
アメリカ合衆国大統領。マタハリのハニーとラップに掛かり、第一次世界大戦の援軍陽性に脅しをかけられ、参戦を拒否する。
アレクサンドラ皇后
演 - ブランカ・カティク、日本語吹替 - 村田遥
ニコライ２世の皇后。ニコライと共にラスプーチンに居のままに操られる。
フェリックス・ユスポフ
演 - アーロン・ヴォドヴォズ、日本語吹替 - シュウペイ（ぺこぱ）
ロシアの軍人、ニコライがラスプーチンに操られてることに危惧する。
- フォレスト英陸軍大尉 - ニール・ジャクソン（英語版）（川原元幸）
- ジョンストン英陸軍伍長 - ロス・アンダーソン（丹羽正人）
- リタ - アリソン・ステッドマン（英語版）
- アトキンス軍曹 - ロバート・アラマヨ（英語版）（岡本幸輔）
- カデット警察官 - ティアゴ・マーティンス

### 闇の狂団
- 世界を混沌に導き陰で暗躍する謎の組織。「羊飼い」と称する男の指揮の下、各国の政府の中に潜り込んでおり世界大戦を起こすことで世界の破壊を目的とする。

グリゴリー・ラスプーチン
演 - リス・エヴァンス、日本語吹替 - 山路和弘
ロシアの怪僧でニコライ2世の側近。羊飼いから亀の紋章の指輪を受け取る。羊飼いからの指示でニコライを操り戦争へと導こうとする。
オーランドにベークウェルタルト（史実ではプチフール）の中に毒を盛られるが史実と同じく毒が効かず、刺されても死なず、銃で撃たれてようやく死亡する。
なお本作では武術の達人に設定されており、コサックのような剣の演武を披露しながらオーランドと戦う。
エリック・ヤン・ハヌッセン
演 - ダニエル・ブリュール、日本語吹替 - 内田夕夜
ドイツの霊能力者でヴィルヘルム2世の側近。本作では左目にモノクルを着用している。
好戦的なヴィルヘルムを煽って戦争に突入させるほか、部下としてある男を連れている。
マタ・ハリ
演 - ヴァレリー・パフナー、日本語吹替 - 森なな子
オランダ人のダンサー、高級売春婦で凄腕のスパイ。アメリカのウィルソン大統領に色仕掛けを行い戦争に参加しないようにスキャンダルで脅迫する。
なお史実でお馴染みのジャワ舞踊の衣装で登場するシーンはウィルソン大統領を誘惑するホワイトハウス内のみ。
ガヴリロ・プリンツィプ
演 - ジョエル・バズマン、日本語吹替 - 松陰寺太勇（ぺこぱ））
セルビア人の活動家。羊飼いから狼の紋章の指輪を渡されフェルディナント大公夫婦を暗殺するよう命じられ。爆弾を仕掛けるが失敗、青酸カリで自決しようとするが、二度目に大公夫婦と偶然接触し暗殺を成功させサラエボ事件を起こす。
なお史実では暗殺の実行犯はガヴリロを含む７人いたが、本作ではガヴリロの単独犯になっている。
アルフレッド・ル・デュ・ポン
演 - トッド・ボイス 、日本語吹替 - 豊田茂
フランスで有名な万年筆、ライターメーカーエス・テー・デュポンの起業家。マタハリから連絡が取れなくなったことでウィルソンを脅迫するフィルムを直接見せようとしたが、オーランドたちの襲撃により本拠地が襲撃されエレベータもろとも落下する。
ウラジーミル・レーニン
演 - アウグスト・ディール、日本語吹替 - 佐久間元輝
ロシアの革命家。ラスプーチンの暗殺後、ロシア革命を指揮しニコライらを追放する。
アドルフ・ヒトラー
演 - ダフィット・クロス、日本語吹替 - 唐戸俊太郎
ドイツ人の青年。羊飼いの裏工作を行う。
H.M.S.G. (ヒュー・マシン・シャーク・ガード)
演 - オリヴィエ・リヒターズ、日本語吹替 - なし
闇の狂団の本拠地にいる大柄な傭兵。

## 製作
2018年6月、マシュー・ヴォーンは『Kingsman: The Great Game』と題した前日譚映画の製作を発表した。前日譚の舞台は1900年代初頭で、諜報機関「キングスマン」の誕生秘話を描く内容となっており、「時系列上の『キングスマン』第3作」と合わせて撮影することが明かされた。同年9月にはレイフ・ファインズとハリス・ディキンソンの出演が発表され、ファインズは製作総指揮も務めることが明かされた。同年11月にはダニエル・ブリュール、チャールズ・ダンス、リス・エヴァンス、マシュー・グッドの起用が報じられた。
2019年2月にはアーロン・テイラー＝ジョンソン、ジェマ・アータートン、トム・ホランダー、ジャイモン・フンスー、アリソン・ステッドマン、スタンリー・トゥッチ、ジョエル・バスマン、ニール・ジャクソンの出演が報じられた。同年4月にアレクサンドラ・マリア・ララの出演が報じられ、同年5月にはジョエル・バスマンの起用が決まった。また、同月にヴォーンは「リーアム・ニーソンが出演する」という報道は誤報であるとコメントし、「The Great Game」はワーキングタイトルであり、正式なタイトルではないことも明かした。
2019年1月22日からイギリスで主要撮影が始まり、同年4月からはトリノ、ヴェナリーア・レアーレでセルビア王国のシーンの撮影が行われた。当初の撮影監督はベン・デイヴィスだったが、彼は『エターナルズ』に参加するために本作の再撮影中に製作から離脱している。

## 公開
当初は2019年11月8日の全米公開を予定していたが、ウォルト・ディズニー・カンパニーによる20世紀フォックス買収の影響で延期、その後2020年9月18日公開に設定されたが、新型コロナウイルスのパンデミックによる影響で2021年2月26日に再延期となった。日本についても2020年9月25日に劇場公開する予定だったが、アメリカでの公開延期を受けて、2021年2月26日の世界同時公開に変更となった。さらにその後、全米公開が2021年2月12日に繰り上げられることが発表されると、日本公開は同年2月11日になったことが発表された。しかし、再度延期となり、今度は同年3月12日に日米同時公開予定とされ、同日に公開が予定されていた同じディズニーグループの映画である『ラーヤと龍の王国』の公開日が1週間前倒しになる影響が発生した。その後、アメリカでの公開が同年8月20日に再度延期されたため、日本での公開も再び延期となった。2021年2月12日、日本での公開も同年8月20日と発表し、世界同時公開となる予定であった。
ウォルト・ディズニー・カンパニーは2021年9月10日に同年公開予定作品のスケジュールを発表し、本作品について、2021年12月22日に公開することを明らかにした。また、公開から45日間は劇場独占とする方針も発表した。日本では同年12月24日の公開となる。最終的にアメリカでは2021年12月22日、日本では12月24日に公開された。
2022年1月18日、ウォルト・ディズニー・スタジオは本作品を同年2月からディズニー傘下の定額制動画配信サービスにて見放題作品として追加することを発表した。同月9日の日本・イギリス・アイルランド・韓国を皮切りに1か月の間にDisney+などのサービスを展開している国と地域にて順次配信を開始する。なお、アメリカではHuluの見放題作品として同月18日から、ラテンアメリカではスター+の見放題作品として同年3月2日から配信を開始する。